# دلباختگی

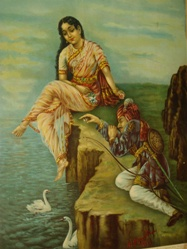
تصویری مصور از شخصیت مهابهاراتا اولوپی که شیفته آرجونا شده است

شیفتگی، که به عنوان دلباختگی نیز شناخته می‌شود، یک حالت شخصی است که فردی بیش از حد توسط یک اشتیاق ناآگاهانه یا غیرمنطقی تحریک و هدایت می‌شود و معمولاً نسبت به شخص دیگری، برای او احساسات شدید عاشقانه یا جنسی ایجاد شده است.
روان‌شناس فرانک دی. کاکس گفت که شیفتگی را می‌توان از عشق رمانتیک تشخیص داد تنها زمانی که به یک مورد خاص از جذب شدن به یک شخص را در گذشته بازبینی کنیم که ممکن است به عشق دو طرفه نیز تبدیل شود. گلدشتاین و براندون شیفتگی را به عنوان اولین مرحله از یک رابطه قبل از تبدیل شدن به یک صمیمیت دوطرفه توصیف می‌کنند. در حالی که عشق «یک وابستگی پر شور، اشتیاق، یا وفاداری به شخص دیگر» است، شیفتگی «احساس عشق احمقانه یا وسواس گونه قوی، تحسین، یا علاقه به کسی یا چیزی» و یک «مرحله ماه عسل» کم عمق در یک رابطه است. ایان کرنر، یک درمانگر جنسی، اظهار داشت که شیفتگی معمولاً در ابتدای روابط رخ می‌دهد که «[...] با احساس هیجان و سرخوشی مشخص می‌شود و اغلب با شهوت و احساس تازگی و گسترش سریع با شخص همراه است».
آدام فیلیپس، روان‌شناس، توضیح داده است که چگونه توهمات شیفتگی به ناچار در هنگام درک حقیقت در مورد معشوق، منجر به ناامیدی می‌شود. نوجوانان اغلب افراد را به سوژه علاقه زود گذر یا عشق موقت افراط گونه مبدل می‌کنند.